# Fiestas de verano en Robledo de Chavela
En el municipio de Robledo de Chavela (Madrid, España) se celebran en verano las siguientes fiestas:
- Corpus Christi, con la confección de altares populares y el tapizado de las calles con pétalos de rosas por los niños que han hecho la Primera Comunión.

- Fiesta de San Antonio (desde el 13 de junio).

- Festival de bandas (todos los fines de semana de julio). Todas las bandas invitadas, tocan al final del concierto el famoso pasodoble Ven a Robledo (compuesto por El Torresno y J. C. de la Fuente).

- Virgen de la Antigua, desde el sábado anterior al primer domingo de agosto.

- Mercado Medieval,[1] a mediados de agosto.

- Fiestas Patronales del Santísimo Cristo de la Agonía, a finales de agosto. En los bailes, destaca la interpretación de madrugada de las Seguidillas y el Rondón robledanos.

- Conciertos de música clásica en la Iglesia de la Asunción de Nuestra Señora (en agosto), dentro del programa Clásicos en Verano, organizado por el Gobierno de la Comunidad de Madrid.